# Kirstinebjergskolen
Kirstinebjergskolen er en distriktsfolkeskole i Fredericia. Skolen har i alt ca. 1800 elever fra børnehaveklasse til 9. klasse. Afdeling Indre Ringvej rummer ca. 500 elever, 0. - 6. klasse.
Skolen blev stiftet i 2013 som en sammenlægning af Bøgeskov Skole, Egumvejens Skole, Treldevejens Skole og Skansevejens Skole.